# Tmesibasis lacerata
Tmesibasis lacerata là một loài côn trùng trong họ Ascalaphidae thuộc bộ Neuroptera. Loài này được Hagen miêu tả năm 1853.